# پروژه‌هایی در جنگل
پروژه‌هایی در جنگل دومین آلبوم استودیویی گروه موسیقی هوی متال پنترا است که در سال ۱۹۸۴ میلادی منتشر شد.

## اعضای مشارکت‌کننده
- تری گلیز: آواز
- دایمند دارل: گیتار
- رکس راکر: گیتار باس
- وینی پال: درامز